# Jean-Paul Vancrombruggen
Jean-Paul Vancrombruggen (Woelingen, 11 augustus 1937) is een voormalig Belgisch volksvertegenwoordiger en senator.

## Levensloop
Beroepshalve werd hij ambtenaar bij de NMBS.
Als socialistisch, federalistisch en Waals militant werd Vancrombruggen politiek actief voor de PS. Hij werd kabinetsmedewerker van minister Léon Hurez.
Na enkele keren op onverkiesbare plaatsen aan wetgevende verkiezingen te hebben deelgenomen, werd hij in 1987 verkozen tot lid van de Kamer van volksvertegenwoordigers voor het arrondissement Zinnik. Hierdoor kwam hij ook in de Waalse Gewestraad en de Raad van de Franse Gemeenschap terecht. Niet herkozen in 1991, werd hij gecoöpteerd senator voor zijn partij. Hij bleef in de Senaat zetelen tot in 1995.
In 1995 werd hij verkozen tot volksvertegenwoordiger in het eerste rechtstreeks verkozen Waals Parlement en vervulde dit mandaat, en het lidmaatschap van het Parlement van de Franse Gemeenschap, tot in 1999. Hij stelde zich nadien niet meer verkiesbaar.
In 1988 werd hij verkozen tot gemeenteraadslid van Lessen en was er van 1990 tot 1995 schepen van milieu. Van 1995 tot 2000 was hij er schepen van Financiën. Van 2001 tot 2006 zetelde hij als gemeenteraadslid in de oppositie. Ook werd Vancrombruggen in Lessen voorzitter van het Lokaal Agentschap voor Werk.